# Kế hoạch Roosevelt

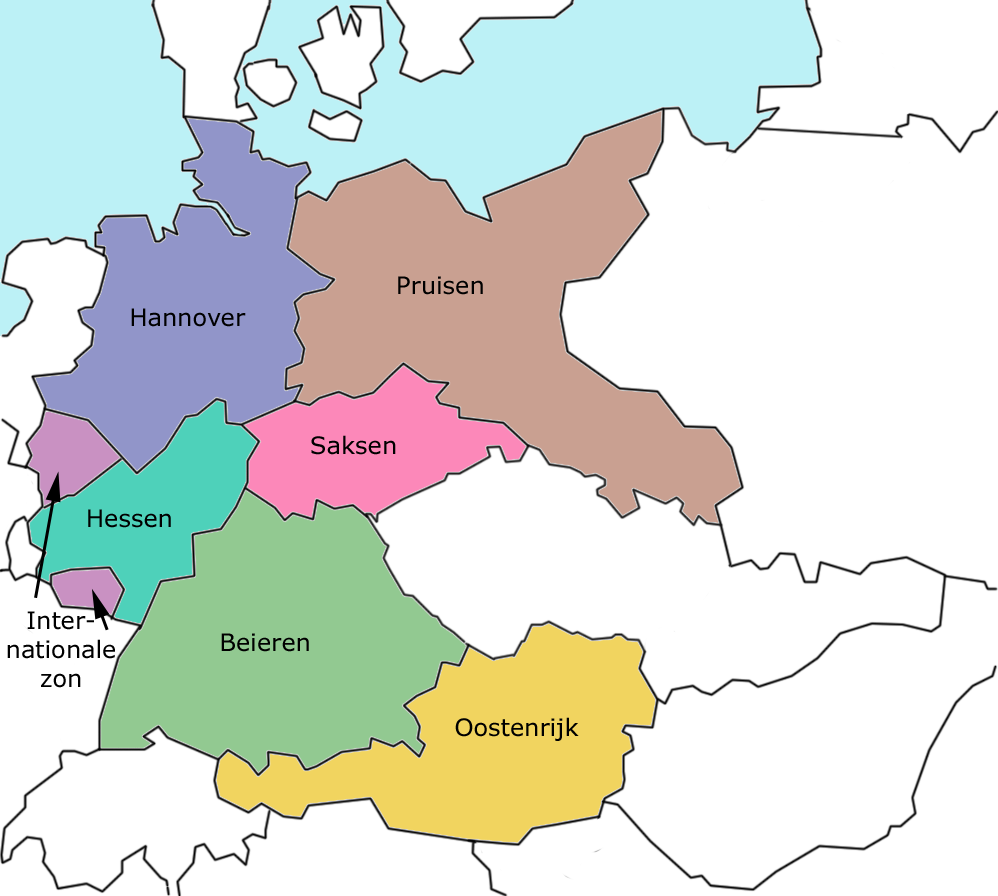
Bản đồ của Đức theo kế hoạch Roosevelt

Kế hoạch Roosevelt là một kế hoạch cho sự chiếm đóng Đức sau Thế chiến II. Theo đề xuất của Franklin D. Roosevelt, biên giới nước Đức sẽ tương đương với lãnh thổ Đức Quốc xã trước hiệp định Munich, riêng Đông Phổ sẽ bị chia cắt giữa Ba Lan và Liên Xô. Hai khu quốc tế tạm thời sẽ được tạo ra, một giáp Pháp và một cái khác giáp Bỉ và Hà Lan. Phần còn lại của Đức sẽ được chia thành sáu quốc gia: Áo, Bavaria, Hanover, Hesse, Phổ và Saxony.
Kế hoạch được sự ủng hộ của tổng thống Mỹ và một số nhà ngoại giao phương Tây, tuy nhiên không được ủng hộ bởi Liên Xô và Ba Lan. Sau chiến tranh, một sự phân chia khác đã được thông qua, theo đó mất mát lãnh thổ của Đức về phía đông lớn hơn, và Đức Quốc xã sau cùng bị chia thành 3 quốc gia (Áo, Tây Đức, Đông Đức) thay vì 6 quốc gia như kế hoạch này. 